# Anarchie (England)
Clitheroe – Standartenschlacht – Lincoln – Winchester – Oxford – Wilton – Wallingford
Als die Anarchie (englisch The Anarchy) wird in der englischen Geschichtsschreibung der von 1135 bis 1154 dauernde Bürgerkrieg nach dem Tod König Heinrichs I. bezeichnet. In dem Thronstreit kämpften Heinrichs Tochter Matilda (auch Kaiserin Matilda oder engl. Empress Maud genannt) und sein Neffe Stephan von Blois um die Herrschaft über das Königreich England. Nachdem Stephan sich zunächst durchgesetzt hatte, musste er 1153 im Vertrag von Wallingford Heinrich Plantagenet, den Sohn Matildas mit Graf Gottfried von Anjou, als seinen Nachfolger anerkennen. Der Konflikt endete 1154 mit der Thronbesteigung Heinrichs II., mit der die über 300 Jahre währende Herrschaft des Hauses Plantagenet über England begann.

## Vorgeschichte

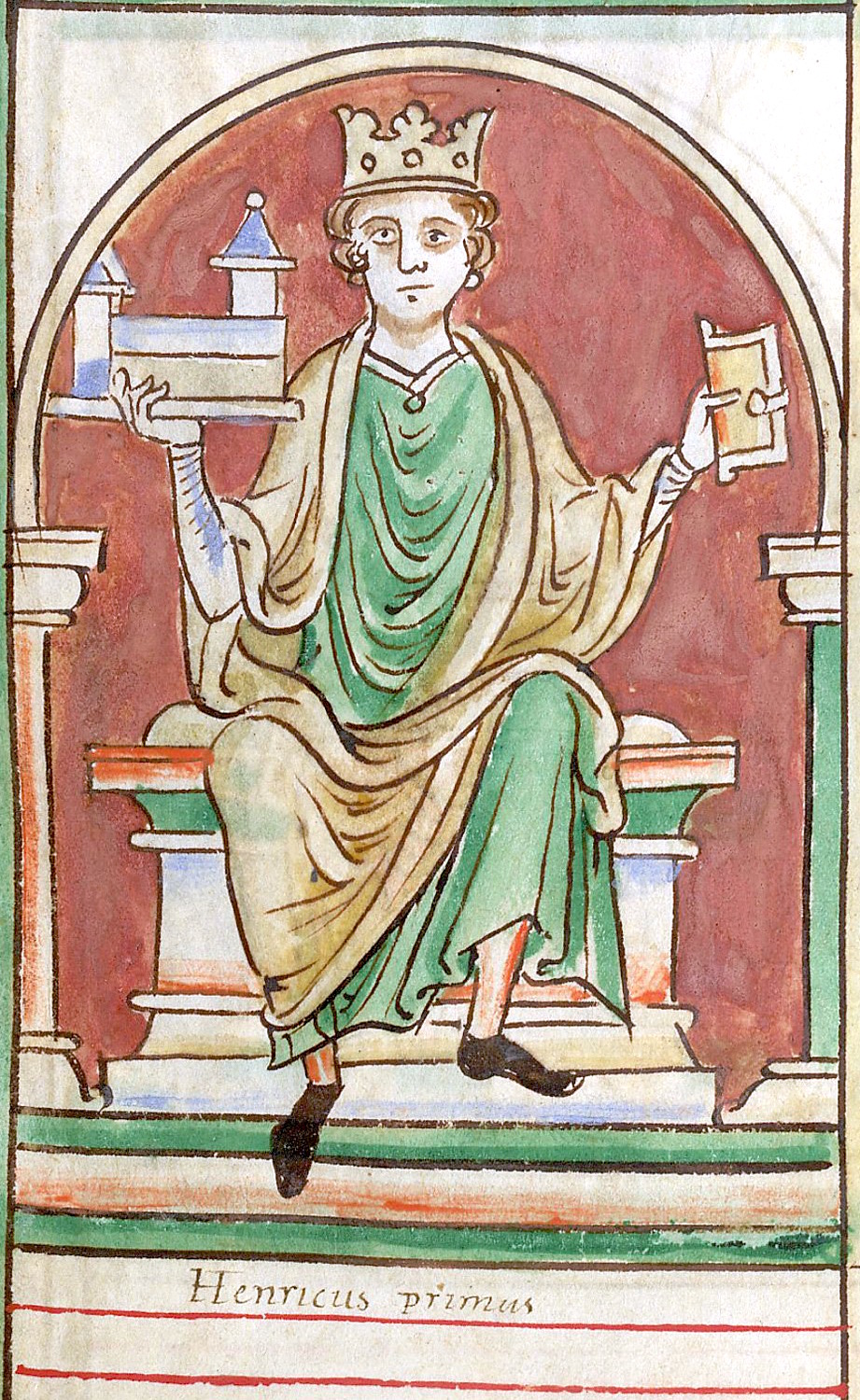
Heinrich I. von England, Darstellung aus der Chronica maiora des Matthew Paris aus dem 13. Jh.

König Heinrich I., jüngster Sohn Wilhelms des Eroberers, hatte aus seiner Ehe mit Matilda, einer Nachfahrin Alfreds des Großen, zwei Kinder: seinen Sohn William Ætheling und seine Tochter Matilda. Er hatte auch uneheliche Nachkommen, aber William war der einzig legitime, d. h. ehelich geborene Sohn und Thronerbe. Als der Kronprinz 1120 beim Untergang des Weißen Schiffs vor der Küste der Normandie ertrank, war die Erbfolge ungeklärt. Da Heinrichs zweite Ehe mit Adelheid von Löwen kinderlos blieb, rief er 1125 seine Tochter Matilda, die Witwe Kaiser Heinrichs V., nach England zurück und versuchte, sie gegen starke Widerstände als Thronerbin anerkennen zu lassen. Trotz erheblicher Vorbehalte gegen die Herrschaft einer Frau schworen seine Barone Matilda schließlich den Treueeid. 1128 heiratete sie in zweiter Ehe Geoffrey Plantagenet, den Grafen von Anjou. Die Aristokratie der Normannen lehnte aber mehrheitlich eine Herrschaft Geoffreys ab, da sie die Angeviner schon lange als ihre Hauptgegner betrachteten. Die Hochzeit verstärkte daher die Abneigung des anglonormannischen Adels gegen Matilda.

## 1135: Die Usurpation
Nach Heinrichs Tod am 1. Dezember 1135 eilte Matildas Cousin Stephan von Blois, der ein Sohn von Heinrichs Schwester Adela war, nach England. Er nutzte die Abwesenheit Matildas sowie die Vorbehalte der Barone gegen die Herrschaft einer Frau und gegen deren Gatten aus. Stephan zog in London ein, dessen Bevölkerung er durch Verleihung großzügiger Privilegien gewann. Die Londoner Bürger sahen die Königswahl als ihr altes Recht an und ernannten Stephan zum König.
Dann ging Stephan nach Winchester, wo er sich mit Hilfe seines jüngeren Bruders Heinrich von Blois, der dort Bischof war, die Burg, den Staatsschatz und auch sehr bald die Unterstützung bedeutender Prälaten sicherte. Zu diesen hochrangigen Geistlichen zählten vor allem der Erzbischof von Canterbury, Wilhelm von Corbeil, der Chief Justiciar und Bischof von Salisbury, Roger, sowie die Neffen des Letzteren, der Bischof von Lincoln und der Bischof von Ely. Anfangs sträubte sich der Erzbischof von Canterbury wegen seines Matilda geleisteten Eides, Stephan zu krönen, ließ sich aber schließlich überzeugen, dass dieser Schwur unter Zwang erfolgt sei. Außerdem behaupteten Stephans Anhänger, dass Heinrich I. kurz vor seinem Tod aus Enttäuschung über seine Tochter seine Eidesforderungen bereut habe.
So wurde Stephan am 22. Dezember 1135 in Winchester durch Wilhelm von Corbeil gekrönt. Die Barone stimmten der Usurpation mehrheitlich zu und huldigten ihm am 22. März 1136 in Westminster Abbey. Im April 1136 fand eine Synode in Oxford statt, auf der Stephan dem Klerus wichtige Zugeständnisse machte und die Huldigung von Matildas Halbbruder Robert of Gloucester erhielt, ein unehelicher Sohn Königs Heinrich I.
Die Prälaten Englands hatte Stephan mit der Bestätigung der Freiheiten der Kirche gewonnen sowie dem Abstellen von Missbräuchen wie etwa dem Heimfallrecht des beweglichen Erbes verstorbener Bischöfe. Mit vielen weltlichen Fürsten hatte der neue König Individualverträge geschlossen und ihnen im Gegenzug für ihre Unterstützung große Konzessionen gemacht.
Am 11. Dezember 1136 wurde Stephan durch Papst Innozenz II. (der durch seinen Kampf gegen seinen Konkurrenten Anaklet II. anderweitig gebunden war) anerkannt, der ihn als Stephan, König von England anredete. Diese Legitimation durch die höchste geistliche Autorität war insbesondere deshalb wichtig, damit Stephan und die englischen Barone nicht des Eidbruchs bezichtigt werden konnten.

## 1136–1144: Der Krieg in der Normandie

### 1136–1138
Matilda und ihr Ehemann Geoffrey Plantagenet gaben der Eroberung der Normandie als Nachbarland des Anjou höhere Priorität als der Rückgewinnung Englands. Die zu Matildas Mitgift gehörigen normannischen Grenzfestungen Argentan, Exmes und Domfront erkannten die Herrschaft der Kaiserin an. Im sicheren Argentan brachte Matilda am 22. Juli 1136 ihren dritten Sohn, William FitzEmpress, zur Welt. Im September 1136 belagerte Geoffrey Le Sap, wurde aber verwundet. Im nächsten Monat führte Matilda Hilfstruppen heran, doch das Paar konnte die Festung nicht einnehmen. Es gelang dem Grafen von Anjou auch nicht, die Unterstützung der Adeligen des Cotentin oder der Haute-Normandie zu gewinnen, wo Galéran de Beaumont, der Graf von Meulan und Schwiegersohn Stephans, den Widerstand anführte. Zu den Anhängern Matildas gehörte der aus England verbannte Baldwin de Redvers, 1. Earl of Devon, der die Umgebung von Bricquebec von seiner Burg Néhou aus kontrollierte. Unterstützung erhielt Mathilde auch von ihrem Halbbruder Reginald de Dunstanville, 1. Earl of Cornwall.
Am 25. Februar 1137 ging Stephan in Frankreich an Land, um durch seinen Sohn Eustace dem französischen König Ludwig VI. für die Normandie zu huldigen. Er konnte aber auf einem Feldzug in der Normandie keine größeren Erfolge gegen seine Rivalen erzielen. Im Juli musste er daher mit Anjou einen zweijährigen Waffenstillstand vereinbaren und nach England zurückkehren, um rebellische Barone zu bekämpfen.
Unterdessen fielen Matildas Anhänger Baldwin de Redvers, Reginald de Dunstanville und Humphrey II. de Bohun ins Cotentin ein, das vom Vicomte Roger von Saint-Sauvour für König Stephan gehalten wurde. Nach Rogers Tod fiel ein Großteil des Cotentin in die Hände der Partei der Kaiserin.
Ostern 1138 wechselte Robert of Gloucester ins Lager seiner Halbschwester über. Er verstärkte deren Position auf dem Kontinent entscheidend; hatte er doch bereits die Burgen von Caen und Bayeux, sowie das Bistum Bayeux in seiner Hand (wo sein Sohn Richard Bischof war) und brachte auch das Bessin mit auf Matildas Seite. Als Reaktion traten Galéran IV. von Meulan und Wilhelm von Ypern, der Befehlshaber der Söldner, in den Kampf ein. Geoffrey von Anjou zog sich in sein Fürstentum zurück. Stephans Anhänger griffen Caen an, konnten es nicht erobern und begnügten sich mit der Plünderung des Umlandes.

### 1141–1144
1141 griff Geoffrey Plantagenet die Normandie an. Er eroberte die Burgen Le Teilleul und Saint-Hilaire-du-Harcouët in der Grafschaft Mortain, Falaise und Lisieux, verwüstete Le Perche und drang ins Vexin ein. Gleichzeitig wurden Coutances und Saint-Lô belagert. Mit der Gefangennahme Stephans (siehe unten) ging die Normandie dann ganz an Matilda und Geoffrey über.
Im Juli 1142, als Stephan wieder auf dem Thron saß und in England ein Waffenstillstand galt, traf er sich mit Geoffrey in Caen. Am 3. April 1143 starb der Anjou-freundliche Bischof von Bayeux Richard von Gloucester; Bayeux ging an Philippe d’Harcourt, einen Gefolgsmann Stephans, dem Geoffrey die Einnahme seines Sitzes verweigerte. Im selben Jahr starb Geoffreys Vater Fulko V., wodurch Geoffrey Plantagenet Graf von Anjou und Maine wurde. Am 19. Januar 1144 eroberte er Rouen und ließ sich am Tag darauf in der Kathedrale als Herzog der Normandie inthronisieren. Die Garnison auf der Burg von Rouen ergab sich erst drei Monate später. Geoffrey huldigte Ludwig VII. von Frankreich und trat ihm die Burg Gisors ab.
Als Geoffrey Philippe d’Harcourt das Bischofsamt in Bayeux zugestand, trat in der Normandie Frieden ein. 1147 und 1148 flammte der Konflikt um Bayeux noch einmal auf, aber jetzt stellte Geoffrey gemeinsam mit dem Bischof den Frieden wieder her.
Geoffrey Plantagenet starb wenig später im Jahr 1151. Sein und Matildas Sohn Henry Plantagenet (1133–1189) wurde Herzog der Normandie, Graf von Anjou und Maine.

## 1138–1141: Der Krieg in England

### 1138
Nachdem Robert of Gloucester Ostern 1138 die Seiten gewechselt hatte, beschlagnahmte Stephan dessen Besitz, darunter die wichtige Festung Bristol, die aber von Philipp, dem ältesten Sohn Roberts, verteidigt wurde. Stephan zögerte, die Stadt Gloucester anzugreifen, und wandte sich stattdessen gegen Hereford, das sich unterwarf. Vom 22. bis 27. August 1138 belagerte Stephan Shrewsbury, das von William FitzAlan, einem Neffen Robert of Gloucesters verteidigt wurde. Der Ort hielt eine Woche stand, bis William FitzAlan die Flucht ergriff.
Mathildes größte Hoffnung, ihr Onkel, der schottische König David I., fiel – angeblich zu ihrer Unterstützung – in Northumberland ein, wurde aber nach einigem Geplänkel von Thurstan, dem Erzbischof von York, am 22. August 1138 in der Standartenschlacht geschlagen und zur Flucht nach Cardiff, einer weiteren Burg Robert of Gloucesters, gezwungen.

### 1139
Zur selben Zeit traf Stephan eine Reihe von Entscheidungen, die ihm seine Anhänger entfremdeten. Er ließ Bischof Roger von Salisbury und seine bischöflichen Neffen am 24. Juni 1139 verhaften; zwar gelang dem Bischof von Ely, einem der Neffen, die Flucht, doch endete diese Aktion damit, dass die drei Bischöfe ihre Burgen dem König abtraten. Damit hatte Stephan den hohen englischen Klerus gegen sich aufgebracht. Selbst sein eigener Bruder, Bischof Heinrich von Winchester, wandte sich gegen ihn, da er die Verhaftung als Angriff auf die Kirche ansah: Auf einer Synode in Winchester entzog er ihm am 22. August 1139 die Unterstützung.
Wenige Tage später, am 30. August 1139 kam Matilda nach England und ließ sich in Arundel Castle nieder, wo sie sich am 30. September oder 1. Oktober mit ihrem Gegner traf – was ihn nicht daran hinderte, Malmesbury und South Cerney zu besetzen. Mathildes Anhänger plünderten gleichzeitig Worcester und am 7. November 1139 bemächtigte sich Robert of Gloucester der Stadt Winchester und damit des Staatsschatzes.

### 1141
Gegen Ende des Jahres schloss sich Ranulph de Gernon, der Earl of Chester, der bislang – obwohl Schwiegersohn von Robert of Gloucester – neutral geblieben war, Matilda an. Mit seinem Halbbruder William de Roumare, dem Earl of Lincoln, besetzte er Anfang 1141 die Burg Lincoln. Stephan verständigte sich anfangs mit Ranulph, reagierte dann aber auf eine Bitte der Bürger der Stadt und bereitete den Angriff auf die Burg vor. Ranulph konnte der Belagerung entkommen und stellte gemeinsam mit seinem Schwiegervater Robert of Gloucester ein Ritterheer auf. Am 2. Februar 1141 kam es zur 1. Schlacht von Lincoln in den Straßen der Stadt, in der Stephan unterlag und in Gefangenschaft geriet. Er wurde in Bristol eingekerkert und Matilda am 3. März 1141 zur Domina Anglorum, Herrin der Engländer, proklamiert. Am 7. April wurde Stephan auf einer Synode in Winchester von seinem Bruder Heinrich, Bischof von Winchester und seit 1139 päpstlicher Legat, abgesetzt. Am selben Tag erkannte die Synode Matilda als Angliae Normanniaeque domina, Herrin von England und der Normandie, an.
Im Juni reiste Matilda nach London, um sich krönen zu lassen. Sie betrat Westminster etwa am 20. Juni, konnte sich dort aber nicht lange aufhalten: sie erhob schwere Steuern in der Stadt und soll sich äußerst hochmütig benommen haben. Der Vorteil, den sie aus dem Sieg bei Lincoln gezogen hatte, schwand so schnell dahin. Als König Stephans Gattin, die ebenfalls Matilda hieß, mit einem Heer vor London erschien, griffen die Bürger am 24. Juni die Kronanwärterin in Westminster an, die sich gezwungen sah, die Hauptstadt zu verlassen und nach Oxford auszuweichen.
Bischof Heinrich von Winchester wechselte nun erneut die Seiten und schloss sich wieder seinem Bruder Stephan an. Um ihrem Anspruch auf den Thron Nachdruck zu verleihen, begab sich Matilda Ende Juli nach Winchester, wo sie Bischof Heinrich belagerte. Stephans Ehefrau und sein Söldnerführer Wilhelm von Ypern rückten aber zur Unterstützung Bischof Heinrichs nach Winchester vor und umzingelten die Gegenseite. Es kam zu Scharmützeln, die heute als Schlacht von Winchester bekannt sind.
Robert of Gloucester, der seine Halbschwester in Winchester militärisch unterstützt hatte, regte angesichts der nun unhaltbar gewordenen Lage den Rückzug aus Winchester an. Dieser erfolgte am 14. September, gelang aber nur Matilda, während Robert, der ihr den Rücken gedeckt hatte, in Stockbridge gefangen genommen wurde. Matilda stimmte einem Austausch – Stephan gegen Robert – zu, der am 3. November stattfand. Der freigelassene Stephan wurde am 7. Dezember 1141 durch eine weitere Synode unter Leitung seines Bruders Heinrich zum König proklamiert und am 25. Dezember in der Kathedrale von Canterbury erneut gekrönt.

## Das Abflauen der Kämpfe
Matilda wandte sich vergeblich an ihren Gatten Geoffrey von Anjou um Hilfe, der mit der Aufrechterhaltung seiner Herrschaft in der Normandie beschäftigt war. Ranulph von Chester ließ sich in Stephans Lager herüberziehen, aber da der König ihm nicht traute, wechselte er wieder auf Matildas Seite. Während Robert of Gloucester ab Juni 1142 Matildas Gatten für einige Zeit militärisch in der Normandie half, griff Stephan, Roberts Abwesenheit ausnutzend, im September 1142 Oxford an, wo sich Matilda aufhielt. Die Stadt fiel am 26. September, nur Oxford Castle, in der sich Matilda aufhielt, hielt stand. Am 20. Dezember gelang Matilda die Flucht über die verschneite Themse nach Wallingford. In der schwer einnehmbaren Burg von Devizes hielt sie sich in ihrer restliche Zeit in England (bis Anfang 1148) auf.
1143 plante Stephan, die Nachschublinien Matildas durch die Einnahme von Wilton zu unterbrechen. Robert of Gloucester wurde gewarnt und verlegte im März Truppen an den Ort. Als der König am 1. Juli vor Wilton erschien, entkam er nur knapp der erneuten Gefangennahme.
In der Folge kämpfte Matilda weniger für ihren eigenen Regierungsanspruch als für die Durchsetzung der Thronfolge ihres Sohnes Heinrich. Es kam zu einem verlustreichen Kleinkrieg, in dem weder Stephan noch Matilda einen entscheidenden Sieg erringen konnten.
Obwohl Matilda nach dem Tod Roberts am 31. Oktober 1147 nach Frankreich zurückkehrte, zog in England keine Ruhe ein. Der Peterborough Chronicle berichtet, Stephan sei „softe and gode“ gewesen, und übte keine Gerechtigkeit („no iustice didde“), während Christus und alle Heiligen schliefen („Crist and alle his sayntes slept“) – dies und „mare thanne we cunnen sæin, we tholeden xix wintre for ure sinnes“ („mehr als wir sagen können, wir büßten 19 Winter für unsere Sünden“). Von 1139 bis zum Kriegsende 1153 herrschten in England chaotische und teils gesetzlose Zustände, so dass man tatsächlich von einem Zeitalter der „Anarchie“ sprechen kann.

## Die Entscheidung

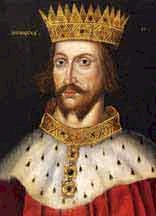
Heinrich II. von England in einer historisierenden Phantasiedarstellung aus dem 17. Jahrhundert.

Matildas Sohn Henry Plantagenet, der in militärischer Umgebung unter Stephans Gegnern aufgewachsen war, kam 1153 nach England mit dem Ziel, das Land zu erobern. Als sich die Kontrahenten auf einem Schlachtfeld nahe Wallingford gegenüberstanden, wurde eine Auseinandersetzung verhindert, weil eine Reihe von Adligen gegen diese fruchtlosen Kämpfe aufbegehrte. Verhandlungen begannen und ein Waffenstillstand wurde vereinbart.
Stephans ältester Sohn Eustace de Boulogne, den Stephan bereits zu seinen Lebzeiten zu seinem Nachfolger hatte krönen lassen wollen, was der Papst jedoch unter Androhung eines Interdikts untersagt hatte, geriet über die Verhandlungen derart in Zorn, dass er abreiste. Eustace starb kurz darauf, am 10. August 1153 unter ungeklärten Umständen.
Nach dem Tod des ältesten Sohnes Stephans wurde der Waffenstillstand von Wallingford zu einem Vertrag erweitert, der in Winchester ausformuliert und Ende November 1153 auf einer Adelsversammlung am selben Ort präsentiert wurde; am 25. Dezember 1153 wurde der Vertrag in der Westminster Abbey unterzeichnet, weswegen die Vereinbarung sowohl Vertrag von Wallingford, Vertrag von Winchester als auch Vertrag von Westminster genannt wird. Dieser Vertrag beendete den 17 Jahre dauernden Bürgerkrieg. Henry wurde als Thronerbe anerkannt, was formal durch eine Adoption geschah.
Anfang 1154 nahm Henry in Anwesenheit Stephans in Oxford die Huldigung der Barone entgegen. Stephan, der seit längerem kränklich war, überlebte den Vertragsabschluss nur um wenige Monate und starb am 25. Oktober 1154 in Dover. Am 19. Dezember wurde sein Nachfolger als Heinrich II. in Westminster gekrönt und begründete damit das Haus Plantagenet, dessen Vertreter die nächsten 250 Jahre auf dem Thron Englands sitzen sollten.